# Arkadij (Jeršov)
Svatý Arkadij (světským jménem: Alexandr Pavlovič Jeršov; 27. srpna 1878, Kungur – 3. listopadu 1937, Kemerovská oblast) byl ruský pravoslavný duchovní Ruské pravoslavné církve, arcibiskup melekesský a vikarijní biskup uljanovské eparchie, mučedník.

## Život
Narodil se 27. srpna 1878 v Kunguru v Permské gubernii jako syn kněze.
Roku 1901 dokončil Permský duchovní seminář. Roku 1902 byl rukopoložen na jereje. Jako kněz sloužil na území permské eparchie; ve vesnici Bannovskom v Kungurském ujezdu a ve vesnici Šljapniki v Ordinském ujezdu.
Roku 1909 se stal učitelem Zákona Božího v Michajlovském řemeslném učilišti.
Roku 1913 byl ustanoven blahočinným 3. krasnoufimského okruhu. Roku 1915 byl jmenován knězem 75. pěšího pluku.
Od 14. března 1917 působil jako blahočinný 12. sibiřského pěšího pluku. Dne 2. listopadu 1917 byl pro nemoc evakuován a stal se knězem ve vesnici Stefanovskoje. Roku 1918 ovdověl.
V letech 1920-1924 působil jako představený chrámu Všech svatých v Kunguru. Aktivně vystupoval proti Renovacionismu. Roku 1923 byl zvolen předsedou eparchiální rady. Dne 13. července 1923 na sjezdu duchovních a laiků eparchie byl navrhnut jako biskup kungurský. Tento návrh byl patriarchou moskevským Tichonem přijata.
Dne 22. března 1924 byl postřižen na monacha a povýšen na archimandritu.
Dne 30. března 1924 proběhla v Moskvě jeho biskupská chirotonie.
Dne 28. července 1928 byl ustanoven dočasným správcem jekatěrinburské eparchie.
Dne 23. ledna 1929 byl jmenován biskupem omským. Do Omsku dorazil v březnu a 23. října 1930 byl ustanoven biskupem čeboksarským.
Od listopadu 1931 byl jmenován biskupem sverdlovským a irbitským. O dva týdny později byl zatčen a převezme do Omsku, kde byl odsouzen ke třem letům vyhnanství v Kazachstánu. V dubnu 1935 byl propuštěn. Poté byl povýšen na arcibiskupa. Byl odvolán z církevní správy a nebylo mu dovoleno převzít biskupskou katedru. Žil v domácím vězení ve vesnici Balmošnaja poblíž Permu.
Od 30. září 1935 do 22. října 1935 byl arcibiskupem melekesským a správcem uljanovské eparchie.
Dne 29. září 1935 byl zatčen a odsouzen k pěti letům v pracovním táboře a byl převezen na Sibiř. Dne 22. října 1935 byl penzionován.
Roku 1937 byl zatčen v táboře na základě obvinění z příslušnosti ke kontrarevoluční skupině složené z biskupů a kněží, kteří údajně vedli protisovětskou agitaci mezi vězni. Dne 28. října 1937 byl Trojkou NKVD Kemerovské oblasti odsouzen k trestu smrti. Byl zastřelen 3. listopadu 1937 v táboře u Kemerova. Místo jeho pohřbu je neznámé.

## Kanonizace
V srpnu 2000 byl Ruskou pravoslavnou církví zařazen mezi svaté a Sbor všech novomučedníků a vyznavačů ruských.